# Rue de la Taillerie
La rue de la Taillerie est une rue située dans le centre-ville d'Arras.

## Situation et accès
Elle est située entre la Grand-Place et la place des Héros, permettant de relier ces deux places historiques entre elles.

## Historique
Cette rue accueillait au Moyen Âge la halle aux Draps pendant l'activité drapière de la ville d'Arras, la ville étant connue pour avoir tissé des draps de bonne qualité dénommés « grands draps » jusqu'au début du XVIIe siècle. Le nom « taillerie » fait ainsi référence à la taille, mesure donnée pour les draps et le commerce du tissu. Un règlement du 10 septembre 1357 prescrivait que l'ensemble des draps avant d'être vendus devaient être portés à la halle aux Draps, actuelle rue de la Taillerie, et exposés le samedi, les draps étant ensuite aunés et marqués d'un plomb.

## Bâtiments remarquables et lieux de mémoire

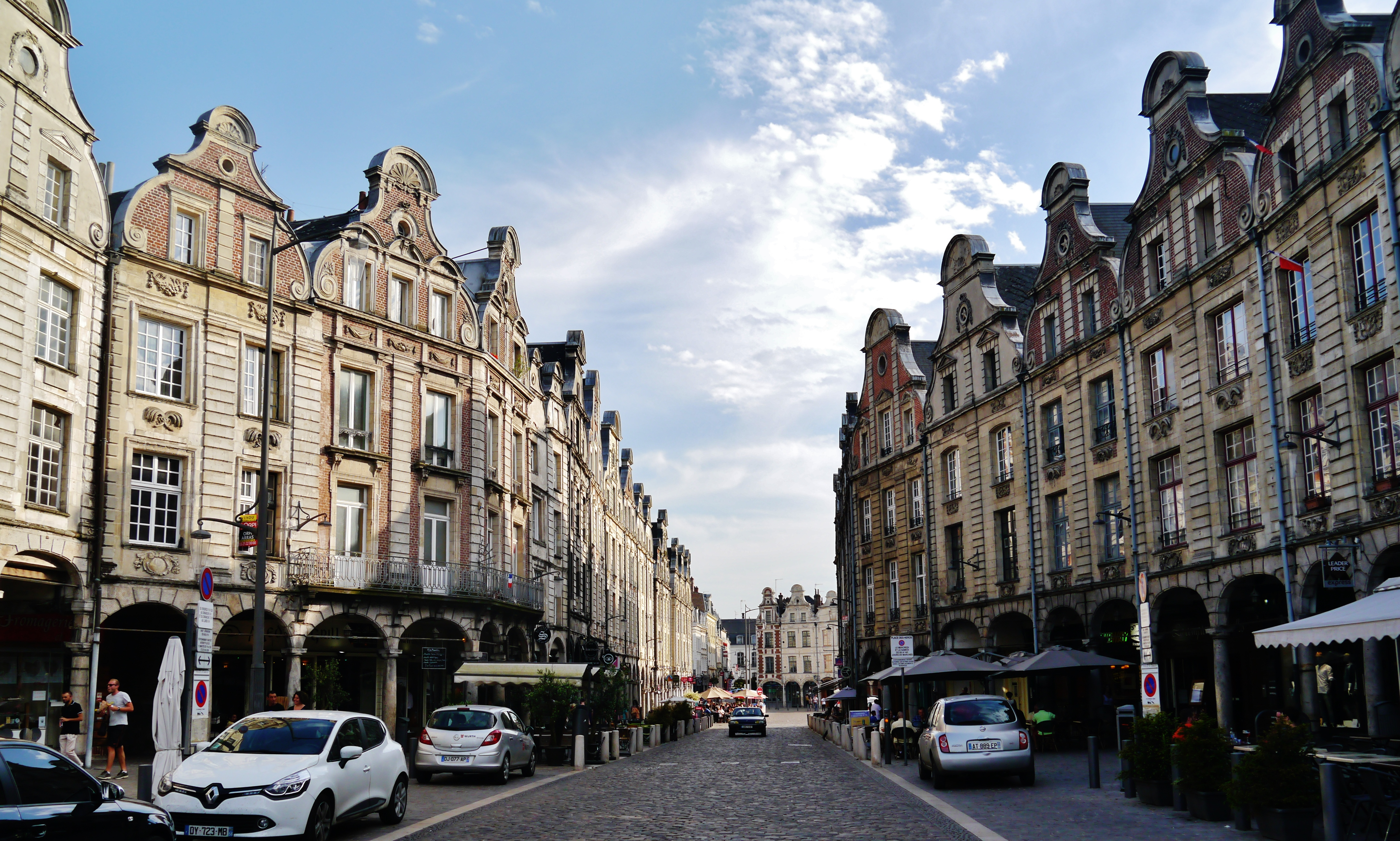
Rue de la Taillerie avec en arrière plan la place des Héros.

L'architecture uniforme des façades des immeubles de la rue est similaire et en continuité des façades de la Grand-Place et de la place des Héros.
La façade de l'immeuble du n°10 est ornée d'un cartouche sculpté représentant un drap, symbole de l'ancienne activité de la rue.
Les enseignes de façade les plus emblématiques[réf. souhaitée] sont les n°2 et 4, l'Echelle d'Argent, n°6 Saint-Julien, n°8 Les Trois Rois, n°10 la halle aux Draps, n°12 La Licorne, n°14 Le Renard, n°17 la halle des Marchands de Souliers de Vache.